# Герасимов, Дмитрий Владимирович
Дмитрий Владимирович Герасимов (родился 16 апреля 1988 года в Красноярске) — российский регбист, внутренний трехчетвертной команды Енисей-СТМ и сборной России.

## Биография

### Карьера игрока
Воспитанник краевой школы регби. Во взрослой команде дебютировал в 2007 году, в возрасте 19 лет. Стал многократным победителем Чемпионата, Кубка и Суперкубка России. Вместе с командой дебютировал в Европейском кубке вызова. Дважды стал обладателем первого евро трофея — Континентального Щита. С 2023 года — каптан «Енисей-СТМ».

### Карьера в сборной
В сборной дебютировал в 2007 году в матче против Испании. В 2016 году стал обладателем трофея — Кубка наций в Гонконге. Участник Кубка Мира по регби 2019.

## Достижения
- Чемпион России — 2011, 2012, 2014, 2016, 2017, 2018, 2019, 2020/21
- Обладатель Кубка России — 2009, 2014, 2016, 2017, 2020, 2021